# Ламар (приток Яваса)
Ламар — река в России, протекает в Темниковском и Атюрьевском районам Республике Мордовия. Устье реки находится в 38 км от устья реки Явас по правому берегу. Длина реки составляет 10 км.
Исток реки в лесах в кордоне Крутовражный в 4 км к востоку от села Лаврентьево и в 17 км к юго-западу от города Темников. Река течёт на юг, вскоре после истока перетекает из Темниковского в Атюрьевский район. Всё течение проходит по ненаселённому лесу.

## Данные водного реестра
По данным государственного водного реестра России относится к Окскому бассейновому округу, водохозяйственный участок реки — Мокша от водомерного поста города Темников и до устья, без реки Цна, речной подбассейн реки — Мокша. Речной бассейн реки — Ока.
Код объекта в государственном водном реестре — 09010200412110000028609.